# Erasmus z Ditrichštejna
Erasmus z Ditrichštejna (německy Erasmus Freiherr von Dietrichstein zu Weichselstädt, * kolem roku 1568, Primersdorf - 1621) byl rakouský šlechtic z rodu Ditrichštejnů, svobodný pán z Ditrichštejna-Hollenburgu v Korutanech, pán z Weichselstättu v dnešním Polsku.

## Život
Narodil se kolem roku 1568 v Primersdorfu v Dolním Rakousku. Byl synem Seyfrieda z Ditrichštejna († 1583) a jeho manželky Uršuly ze Siegersdorfu. Jeho dědečkem byl Linhart z Ditrichštejna († 1559), pradědečkem František z Ditrichštejna (1476 – 1550) a jeho praprarodiči Pankrác z Ditrichštejna (1446 – 1508) a jeho manželka Barbora z Thurnu († 1518). Jeho bratr Jiří Albrecht z Ditrichštejna († 1636) byl pánem v Ebenau.
Erasmus z Ditrichštejna zemřel kolem roku 1621. Jeho synové byli v roce 1631 povýšeni do hraběcího stavu.

## Rodina a potomstvo
Erasmus z Ditrichštejna byl dvakrát ženatý. Poprvé se oženil s Alžbětou z Thurnu, s níž však neměl děit. Ppodruhé se oženil asi v roce 1593 s Julianou Wagenovou z Wagenspergu (* asi 1572), dcerou Jana Balthazara Wagena von Wagensperga († 1612) a Kathariny Schroth von Kindberg (* 1548).
Se svou druhou manželkou Julianou Wagenovou z Wagenspergu měl 6 dětí:  
- Jiří Seyfried († 1673 v Mantově)
- Jan Baltazar († 1634), stal se hrabětem z Ditrichštejna 1631, oženil se ve Vídni 1634 s hraběnkou Eleonorou Eusebií z Donína († 22. listopadu 1676, Štýrský Hradec), dcerou hornolužického zemského fojta Karla Hanibala z Donína; manželé neměli děti
- Zikmund Ludvík (asi 1600 – 18. října 1653, Štýrský Hradec), svobodný pán z Hollenburgu a Finckensteinu, v roce 1631 povýšen do hraběcího stavu, v roce 1632 se oženil s hraběnkou Annou Marií z Meggau (1610 – 30. dubna Vídeň) 1698), dcerou politika Linharta Helfrýda z Meggau; má děti
- Anna Terezie, provdaná za hraběte Františka Mikuláše z Lodronu
- Anna Kateřina (* asi 1596), provdaná 12. ledna 1620 za Mořice II. z Racknitz († asi 15. prosince 1655)
- Václav († 1633)